# Papirus 17
Papirus 17 (według numeracji Gregory-Aland), α 1043 (von Soden), oznaczany symbolem {\displaystyle {\mathfrak {P}}^{17}} – grecki rękopis Nowego Testamentu pisany na papirusie, w formie kodeksu. Paleograficznie datowany jest na IV wiek. Zawiera fragmenty Listu do Hebrajczyków.

## Opis
Zachował się jedynie fragment jednej karty kodeksu z tekstem Listu do Hebrajczyków 9,12-19. Oryginalna karta miała rozmiary 19 cm na 25 cm.
Stosuje punktację, zawiera błąd itacyzmu. Nomina sacra pisane są skrótami.

## Tekst
Tekst grecki reprezentuje aleksandryjski typ tekstu, Kurt Aland zaklasyfikował go do kategorii II.

## Historia
Rękopis nabyty został dla Lorda Crawforda. Tekst opublikowali Grenfell i Hunt w 1911 roku. Na liście papirusów znalezionych w Oxyrhynchus znajduje się na pozycji 1078. Caspar René Gregory umieścił go na liście rękopisów Nowego Testamentu, w grupie papirusów, dając mu numer 17.
Rękopis przechowywany jest w bibliotece Uniwersytetu w Cambridge (Add. 5893).